# Up San Juan Hill
Up San Juan Hill è un cortometraggio muto del 1909 diretto da Francis Boggs.
L'esito della battaglia di San Juan Hill fu quello di consegnare l'isola di Cuba - sottratta alla Spagna - a una sorta di protettorato statunitense. La battaglia - che si inserisce nella guerra ispano-americana - si svolse nei pressi di Santiago di Cuba il 1º luglio 1898.

## Produzione
Il film fu prodotto dalla Selig Polyscope Company. Venne girato a Chicago, nell'Illinois e ai Selig Studios al 45-49 di E. Randolph Street.

## Distribuzione
Distribuito dalla Selig Polyscope Company, il film - un cortometraggio in una bobina - uscì nelle sale cinematografiche statunitensi il 17 novembre 1909.